# Witkeelgrassluiper
De witkeelgrassluiper (Amytornis striatus) is een zangvogel uit de familie Maluridae (elfjes).

## Verspreiding en leefgebied
Deze vogel is endemisch in het zuidoosten van Australië en telt twee ondersoorten:
- A. s. striatus: centraal New South Wales.
- A. s. howei: zuidoostelijk Zuid-Australië, noordwestelijk Victoria en zuidwestelijk New South Wales.